# プドゥヘパ
プドゥヘパ（Puduhepa）は、紀元前13世紀のヒッタイトの大王ハットゥシリ3世の妃（タワナアンナ）。

## 経歴
プドゥヘパについては不明なことが多い。その名前が最初に言及されるのは、ヒッタイトの大王ハットゥシリ3世の文書でのプドゥヘパとの結婚の記述である。プドゥヘパの父ベンティプ・シャルはキズワトナにあったラワザンティヤ市のイシュタル（フルリ語ではサウシュガ）女神の神官であり、ハットゥシリが信仰していたサムハ市のイシュタル女神と密接な関係にあった。
プドゥヘパやその父の名はフルリ語である。プドゥヘパは自身をフルリの女神ヘパトの召使いと形容しており、また「アリンナ市の太陽女神に愛された者」ともしているため、若い頃神官としてヘパトに仕えていた可能性が高い。王妃になる際もアリンナの太陽女神の加護があったといい、ヘパトと同一視したアリンナの太陽女神に仕え続けた。ただしこの同一視がプドゥヘパだけによるものなのか、あるいは当時一般に行われていたのかは不明である。
王妃として夫であるハットゥシリに大いに協力した一方で、それぞれが独自の行動をとっていたようである。人事や子供の養育に傾注する一方で、ヒッタイトの政治や外交にも参画した。エジプトのラムセス2世をはじめとする外国の大王に宛てたプドゥヘパの手紙が数多く伝わっており、ラムセス2世はプドゥヘパを「我が姉妹」、ハットゥシリを「我が兄弟」と呼んでいた。また大王のみならず王妃の名が記された土地贈与文書や印章が残されている。プドゥヘパは夫よりも長生きし、ヒッタイトではよくあったことであるが、息子トゥドハリヤ4世の時代にもタワナアンナ（この場合は皇太后）として君臨した。

## 文献
- H. Otten: Puduhepa. Eine hethitische Königin in ihren Textzeugnissen. Franz Steiner Verlag, Mainz, Wiesbaden 1975.
- H. Otten: Die Apologie Hattusilis III. Das Bild der Überlieferung. Otto Harrassowitz Verlag, Wiesbaden 1981 (=Studien zu den Bogazköy-Texten 24).
- D. Sürenhagen: Zwei Gebete Hattusilis und der Puduhepa. In: Altorientalische Forschungen. Band 8, 1981, S.83-168.
- A. Ünal: Hattusili III. Carl Winter Universitätsverlag, Heidelberg 1974 (=Texte der Hethiter 3-4).
- H. Klengel: Geschichte des hethitischen Reiches. Brill Verlag, Leiden, Boston, Köln 1999 (=Handbuch der Orientalistik 34).